# Maybach 62S Landaulet
De Maybach 62S Landaulet is de open versie van de luxe auto 62S, die op zijn beurt weer de sportievere versie is van de 62, gebouwd door luxemerk Maybach. Het studiemodel is in 2008 gepresenteerd op de Detroit NAIAS. Er zijn slechts twintig exemplaren geproduceerd. De auto heeft dezelfde motor als de 62S.
In productie:
57 ·
57S ·
62 ·
62S ·
62S Landaulet
Concept:
Exelero
Vroegere modellen:
W1 ·
W3 ·
W5 ·
12 ·
DSH ·
DS7 Zeppelin ·
W6 ·
DS8 Zeppelin ·
W8 DSG ·
SW35 ·
SW38 ·
SW42 ·
JW61